# Pindelo dos Milagres
Pindelo dos Milagres ist eine Ortschaft und eine Gemeinde in Portugal.

## Geschichte
Die Gemeinde trug früher den Namen Pindelo de Lafões und gehörte zum historischen Kreis Lafões. Dieser wurde im Verlauf der Verwaltungsreformen nach der Liberalen Revolution 1822 aufgelöst und in die neugeschaffenen Kreise Vouzela und São Pedro do Sul aufgespalten. Pindelo erhielt in der Folge seinen heutigen Namen und wurde erst Vouzela und dann später São Pedro do Sul angegliedert.

## Verwaltung
Pindelo dos Milagres ist Sitz einer gleichnamigen Gemeinde (Freguesia) im Kreis (Concelho) von São Pedro do Sul, im Distrikt Viseu. In ihr leben 571 Einwohner (Stand 19. April 2021).
Zwei Ortschaften liegen in der Gemeinde:
- Pindelo dos Milagres
- Rio de Mel

## Söhne und Töchter der Gemeinde
- Ilídio Pinto Leandro (1950–2020), Bischof von Viseu